# Darkspore
Darkspore — компьютерная игра в жанре Action-RPG по мотивам Spore, разработанная Maxis Software и выпущенная 26 апреля 2011 года.
1 марта 2016 года сервера игры были отключены.

## Игровой процесс
Игрок управляет за пережившего генетическую эпидемию героя, чудом не превратившегося в мутанта. Задача игрока — очистить планеты от армии Darkspore. На каждое задание можно взять трёх существ; всего в игре представлено несколько десятков бойцов и редактор героев.

## Сюжет
Darkspore, генетически мутировавшая армия, была создана Крогенитами, расой, не имеющей себе равных по интеллекту. Однако вскоре Darkspore вышла из-под контроля своих создателей. Отличительной особенностью Darkspore является наличие Е-ДНК (E-DNA) — субстанции, способной заставлять мутировать целые планеты. Игрок — скрывающийся Крогенит беглец, которому дана миссия по сбору и усовершенствованию различных генетически мутировавших героев с разных уголков галактики с одной целью — с помощью их уникальных способностей не дать Darkspore захватить контроль над галактикой.

## Критика
| Сводный рейтинг       | Сводный рейтинг       |
| Агрегатор             | Оценка                |
| --------------------- | --------------------- |
| GameRankings          | 65,52 %               |
| Metacritic            | 65 / 100 (49 обзоров) |
| Иноязычные издания    |                       |
| Издание               | Оценка                |
| 1UP.com               | B+                    |
| AllGame               | [ 8 ]                 |
| Eurogamer             | 5 /10                 |
| G4                    | 4 /5                  |
| Game Informer         | 8,5 /10               |
| GamePro               | [ 12 ]                |
| GameRevolution        | C+                    |
| GameSpot              | 7,5 /10               |
| GameSpy               | [ 15 ]                |
| GamesRadar+           | 6 /10                 |
| GameTrailers          | 7,3 /10               |
| IGN                   | 7,0 /10               |
| Русскоязычные издания |                       |
| Издание               | Оценка                |
| Absolute Games        | 60 %                  |
| PlayGround.ru         | 7,4/10                |
| «Домашний ПК»         | [ 21 ]                |
| «Игромания»           | 6,0 /10               |